# ماساکو جو
ماساکو جو (انگلیسی: Masako Jō؛ ۱۲ اکتبر ۱۹۷۸  – ) صداپیشه اهل ژاپن بود. وی از سال ۱۹۹۸ میلادی تاکنون مشغول فعالیت بوده‌است.